# Jim Harrick
James Richard Harrick, detto Jim (Charleston, 25 luglio 1938), è un allenatore di pallacanestro statunitense.

## Palmarès
- Campione NCAA (1995)
- Naismith College Coach of the Year (1995)